# 기상기후인재개발원
기상기후인재개발원(氣象氣候人材開發院)은 대한민국 기상청의 소속기관이다. 2017년 1월 1일 발족하였으며, 원장은 부이사관·서기관 또는 기술서기관으로 보한다.

## 직무
- 기상·기후·지진 분야 교육훈련에 관한 계획 수립
- 기상·기후·지진 분야 교육훈련과정 운영
- 기상·기후·지진 분야 교육훈련과정 연구·개발 및 강의교재 편찬
- 기상·기후·지진 분야 교육훈련 결과의 종합분석·평가 및 교육실적의 관리
- 기상·기후·지진 분야 교육훈련기관 및 위탁기관 지정·관리
- 기상·기후·지진 분야 교육훈련 정보화시스템 구축 및 운영
- 세계기상기구 지역훈련센터 운영

## 연혁
- 1958년 10월 30일: 문교부 소속으로 기상기술원양성소 설치.[3]
- 1962년 7월 16일: 교통부 소속으로 변경.[4]
- 1968년 3월 21일: 중앙관상대 소속으로 변경.[5]
- 1985년 7월 2일: 기상연수원으로 개편.[6]
- 1990년 12월 27일: 기상청 소속으로 변경.[7]
- 1999년 1월 1일: 기상청 기획국으로 소관 사무를 이관하여 기상교육과를 설치.[8]
- 2005년 7월 22일: 기상교육담당관실로 개편.[9]
- 2007년 3월 16일: 기상인력개발담당관실로 개편.[10]
- 2008년 3월 3일: 기상산업정보화국으로 소관 사무를 이관하여 기상인력개발과를 설치.[11]
- 2009년 4월 30일: 기획조정관실로 소관 사무를 이관하여 인력개발담당관실을 설치.[12]
- 2015년 1월 12일: 기상서비스진흥국으로 소관 사무를 이관하여 인력개발과를 설치.[13]
- 2017년 1월 1일: 기상기후인재개발원으로 독립.[14]

## 조직

### 원장
- 교육기획과[15][16]
- 인재개발과[15][16]